# Geophila (grzyby)
Geophila Quél. – rodzaj grzybów z rodziny pierścieniakowatych (Strophariaceae). W Polsce występuje Geophila teenax (tzw. łysiczka mączkowonna). Według aktualnej edycji CABI databases jest to synonim rodzaju Pholiota.

## Systematyka i nazewnictwo
Pozycja w klasyfikacji według Index Fungorum: Strophariaceae, Agaricales, Agaricomycetidae, Agaricomycetes, Agaricomycotina, Basidiomycota, Fungi.
Większość gatunków dawniej zaliczanych do tego rodzaju obecnie klasyfikowana jest w innych rodzajach: Armillaria, Bogbodia, Clitocybe, Hypholoma, Lacrymaria, Leratiomyces, Mythicomyces, Psilocybe, Protostropharia, Stropharia.

## Gatunki
- Geophila hyperella (Fr.) Kühner & Romagn. 1953
- Geophila lilaceifolia R. Heim 1968
- Geophila tenax (Fr.) Kühner & Romagn. 1953

Nazwy naukowe na podstawie Index Fungorum.